# Botrucnidifer norvegicus
Botrucnidifer norvegicus är en korallart som beskrevs av Oscar Henrik Carlgren 1912. Botrucnidifer norvegicus ingår i släktet Botrucnidifer och familjen Botrucnidiferidae. Inga underarter finns listade i Catalogue of Life.